# Georges Karel van Hessen-Darmstadt

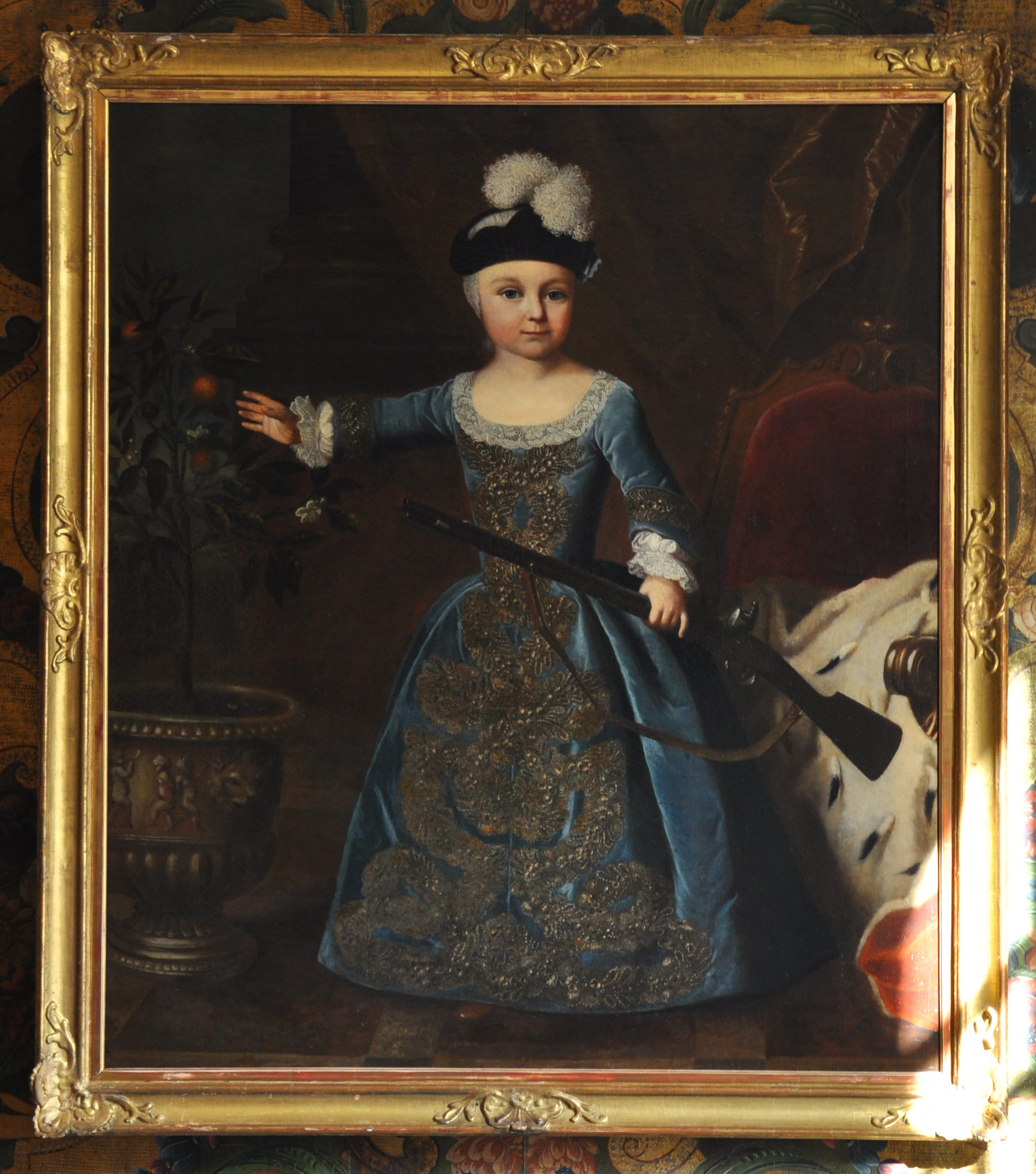
Portret van Georges Karel van Hessen-Darmstadt als kind (door Johann Christian Fiedler.

Georges Karel van Hessen-Darmstadt (14 juni 1754 – 28 januari 1830) was een Duitse prins uit het huis Hessen-Darmstadt.

## Leven
Prins Georges Karel was de derde zoon van George Wilhelm van Hessen-Darmstadt en Maria Luise Albertine van Leiningen-Dagsburg-Falkenburg. 
Na oneervol ontslag uit het leger (waarschijnlijk na een moord) werd Georges Karel door zijn familie verbannen naar Oostenrijk-Hongarije, alwaar hij zich vestigde in de Duitse enclave Schüttrisberg (Schemnitz), het huidige Bánky (Banská Štiavnica). Georges Karel overleed aan zijn verwondingen opgelopen bij een gewapende overval.
De familie Hessen-Darmstadt heeft alle officiële stukken van Georges Karel, diens echtgenote en nakomelingen opgekocht en vernietigd.
Zijn nakomelingen maakten ook geen aanspraak meer op titels en bezittingen van het Huis Hessen-Darmstadt. 